# یاکا بیول
یاکا بیول (انگلیسی: Jaka Bijol؛ زادهٔ ۵ فوریهٔ ۱۹۹۹) بازیکن فوتبال اهل اسلوونی است که هم اکنون برای باشگاه فوتبال اودینزه در پست مدافع بازی می کند.
از باشگاه‌هایی که در آن بازی کرده‌است می‌توان به باشگاه فوتبال رودار ولنج، باشگاه فوتبال زسکا مسکو و باشگاه ورزشی هانوفر ۹۶ اشاره کرد.

## افتخارات

### باشگاهی
زسکا مسکو
- سوپر جام فوتبال روسیه(۱): ۲۰۱۸